# کاوالدا
کاوالدا (به اسپانیایی: Covaleda) یک دهستان اسپانیا است که در استان سریا واقع شده‌است.

## خصوصیات
کاوالدا ۱۰۴ کیلومترمربع مساحت و ۱٬۹۲۴ نفر جمعیت دارد.